# Красноусольський
Красноусо́льський (рос. Красноусольский, башк. Красноусол) — село, центр Гафурійського району Башкортостану, Росія. Адміністративний центр Красноусольської сільської ради.
Населення — 11991 особа (2010; 11796 в 2002).
Національний склад:
- росіяни — 37%
- башкири — 34%

## Відомі особистості
В поселенні народився:
- Горін Анатолій Сергійович (1922—1981) — радянський військовий льотчик.